# Твоя рука в моїй руці
«Твоя рука в моїй руці» (фр. Main dans la main) — французька музична комедія режисера Валері Донзеллі (була також сценаристом й виконавицею ролі), що вийшла 2012 року. У головних ролях Валері Лемерсьє, Жеремі Елькайм.
Продюсерами були Едуард Вейль, Джіммі Прайс. Вперше фільм продемонстрували 10 листопада 2012 року в Італії на Римському міжнародному кінофестивалі. В Україні прем'єра фільму запланована на 23 травня 2013 року.

## Сюжет
Жоакім і Елен абсолютно різні і не похожі. Він скетбордист, що підробляє у майстерні і живе разом із старшою сестрою, вона керує школою балету. Але одного разу вони зустрілись і після того вже не могли розлучатись надовго.

## У ролях
| Актор            | Персонаж                                       | Роль           |
| ---------------- | ---------------------------------------------- | -------------- |
| Валері Лемерсьє  | Елен Маршаль (фр. Hélène Marchal)              |                |
| Жеремі Елькайм   | Жоакім Фокс (фр. Joachim Fox)                  |                |
| Валері Донзеллі  | Веро (фр. Véro)                                | сестра Жоакіма |
| Беатріс де Сталь | Костанс де ла Порт (фр. Constance de la Porte) |                |

## Сприйняття

### Критика
Фільм отримав змішані відгуки: Internet Movie Databaseпоставив оцінку 6,3/10 (3 897 голосів), КиноПоиск — 6.714/10 (139 голосів).

### Нагороди і номінації[6]
| Рік  | Нагорода                           | Категорія                     | Номінант        | Результат |
| ---- | ---------------------------------- | ----------------------------- | --------------- | --------- |
| 2012 | Римський міжнародний кінофестиваль | Найкращий актор               | Жеремі Елькайм  | Перемога  |
| 2012 | Римський міжнародний кінофестиваль | Золота нагорода Марка Аврелія | Валері Донзеллі | Номінація |